# Гасометро (стадион)
Эстадио Гасометро (исп. Estadio Gasómetro), также часто именуемый как Эстадио Вьехо Гасометро (исп. Estadio Viejo Gasómetro), — ныне не существующий стадион, находившийся в городе Буэнос-Айрес, столице Аргентины. Он располагался в районе Боэдо.
Стадион служил домашней ареной для футбольного клуба «Сан-Лоренсо» с 1916 по 1979 год. Вместимость стадиона составляла около 75 000 зрителей. До реконструкции Монументаля в рамках подготовки к Чемпионату мира по футболу 1978 Гасометро оставался первым в Аргентине по этому показателю.
Гасометро был открыт 7 мая 1916 года матчем в рамках чемпионата Аргентины, в котором «Сан-Лоренсо» одолел «Эстудиантес» со счётом 2:1. Гасометро принял у себя 3 из 6 матчей Чемпионата Южной Америки по футболу 1929, проходившего в Буэнос-Айресе. В 1937 году он вновь служил ареной для проведения игр Чемпионата Южной Америки по футболу, на этот раз — 13 из 15-ти, а на турнире 1946 года — 9 из 15-ти.
Постепенно развитие клуба «Сан-Лоренсо» в 1940-е и 1950-е годы и устаревание стадиона приводило к тому, что Гасометро не мог уже удовлетворять потребности клуба. В итоге 2 декабря 1979 года «Сан-Лоренсо» провёл последний матч на Гасометро, сыграв вничью (0:0) с «Бокой Хуниорс». Земля, на которой располагался Гасометро, впоследствии была продана французскому оператору розничной торговли «Carrefour».
Однако болельщики и сам клуб не оставляли надежду вернуться на своё историческое место. В результате 15 ноября 2012 года правительство Буэнос-Айреса приняло решение о восстановлении стадиона на этом месте, после чего начались уже переговоры с сетью «Carrefour», завершившиеся соглашением от 4 апреля 2014 года, по которому французская компания возвращала бывшую территорию Гасометро. Окончание строительства новой арены приблизительно намечено на 2018 год.